# Monasterio del Corpus Christi (Carcagente)
De este antiguo monasterio del Corpus Christi de Carcagente (Valencia) España, que data de 1654, tan sólo queda la iglesia, que ahora es propiedad municipal y que ha sido remodelada y convertida en Auditorio. El centro fue fundado por una religiosa dominica de Villarreal (Sor Agnes del Espíritu Santo).
La iglesia actual fue acabada en el año 1689. Consta de una nave, rematada después con ornamentos neoclásicos. Está cubierta con una bóveda de medio cañón, con ventanas, soportada por pilastras y contrafuertes interiores. Tenía un magnífico retablo mayor, catalogado como perteneciente a la pintura barroca del siglo XVII, pero desapareció en el año 1936. En el presbiterio hay un mural alegórico de la Orden de Predicadores, que es una obra de Rafael Cardells de después de la Guerra Civil.
Los exteriores de altos muros, con un esbelto frontón barroco y un reducido campanario de pared contienen una portada neoclásica (tapiada y mutilada). 
Después de la riada de 1982 conocida como la pantanà de Tous, fue consolidada la fábrica del templo y se ubicó alrededor un parque (Parc del Bicentenari) donde se conjugan estructuras arquitectónicas y vegetales.